# أحمد المسعودي
أحمد المسعودي - Ahmed ElMessaoudi (3 أغسطس 1995 ببلجيكا - ) هو لاعب كرة قدم بلجيكي في مركز الدفاع. شارك مع منتخب بلجيكا تحت 19 سنة لكرة القدم ومنتخب بلجيكا تحت 21 سنة لكرة القدم ومنتخب المغرب لكرة القدم. أما مع النوادي، فقد لعب مع ستاندارد لييج وكيه في ميخيلين وليرس.

## مسيرته الكروية
لعب أحمد المسعودي خلال مسيرته الاحترافية مع 5 أندية في ثمانية مواسم وسجل خلالها 6 أهداف ضمن 142 مباراة. حيث فاز في موسم واحد بالكأس ولم يفز بأي دوري.
خاض أحمد المسعودي مسيرته مع نادي ليرس في موسم 2013–14 ولمدة موسمين، مشاركًا في 41 مباراة ولم يسجل أي هدف. ثم انتقل إلى نادي كيه في ميخيلين في موسم 2015–16 واستمر معه طيلة ثلاثة مواسم، حيث شارك في 51 مباراة ولم يسجل أي هدف أيضًا. لينتقل بعدها إلى نادي فورتونا سيتارد في موسم 2018–19 لمدة موسم واحد، مشاركًا في 29 مباراة سجل خلالها 5 أهداف. ثم انتقل إلى نادي غرونينغن في موسم 2019–20 لمدة موسم واحد، مشاركًا في 20 مباراة سجل خلالها هدفًا واحدًا.

## روابط خارجية
- أحمد المسعودي على موقع الاتحاد البلجيكي (الإنجليزية)
- أحمد المسعودي على موقع اتحاد تركيا (لاعب) (الإنجليزية)
- أحمد المسعودي على موقع قاعدة بيانات كرة القدم.إي يو (الإنجليزية)
- أحمد المسعودي على موقع ناشيونال فوتبول تيمز (الإنجليزية)
- أحمد المسعودي على موقع Soccerway.com (الإنجليزية)